# Скоробогатая, Ядвига Эдуардовна
Ядвига Эдуардовна Скоробогатая (родилась 10 июня 1968 года) — белорусская паралимпийская лыжница и биатлонистка (класс B2), чемпионка зимних Паралимпийских игр 2002 года в лыжных гонках на 5 км классическим стилем, обладательница 8 медалей зимних Паралимпийских игр в лыжных гонках и одной бронзовой медали летних Паралимпийских игр 1996 года в метании копья. Заслуженный мастер спорта Республики Беларусь.

## Биография
Уроженка Ивьевского района Гродненской области. Инвалид по зрению. Училась в Правомостовской школе-интернате для слабовидящих, там же начала заниматься спортом. Соревнуется в классе B2. Виды спорта: биатлон и лыжные гонки. На летних Олимпийских играх 1996 года завоевала бронзовую медаль в соревнованиях по метанию копья, позже перешла в лыжные гонки. В 1998 году на Паралимпиаде в Нагано заняла 4-е место в гонке на 5 км.
В 2002 году принесла золотую и серебряную медали Беларуси в Паралимпийских играх в Солт-Лейк-Сити в лыжных гонках, в 2006 году взяла одну бронзовую и две серебряные медали. В 2010 году завоевала две бронзовые медали в Ванкувере. Спортсменом-лидером Ядвиги на протяжении трёх Олимпиад был Василий Гаврукович, в 2014 году лидером была Ирина Нафранович (с ней Ядвига взяла одну бронзовую медаль в Сочи). В 2018 году лидером стала Анастасия Кириллова.
Заслуженный мастер спорта Республики Беларусь, кавалер медали «За трудовые заслуги» и Ордена Почёта.
Муж — Артур, рабочий завода от общества слепых, чемпион Беларуси по лыжным гонкам. Дочь Ирина, есть две внучки.